# Hag's Head

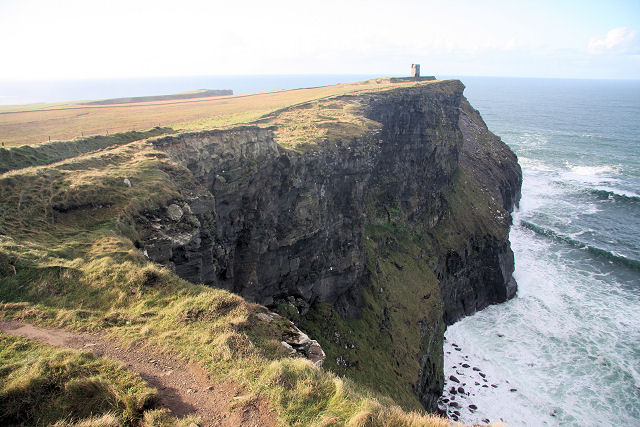

Hag's Head è il nome convenzionalmente attribuito al punto più meridionale delle Cliffs of Moher, celeberrime scogliere situate nella contea di Clare, Irlanda. In questo punto le rocce assumono una curiosa forma, simile a quella di una testa femminile che guarda verso l'oceano.
Una leggenda racconta che una fattucchiera (hag in inglese), Mal, si sarebbe innamorata di un eroe del folklore irlandese, Cú Chulainn. Questi non ricambiò, anzi trovò le avance della donna abbastanza sgradevoli. Per sfuggire dalla donna corse per tutta l'Irlanda, fino a quando arrivò a Capo Loop, nella parte meridionale della contea di Clare. Mal pensò di averlo in pugno, essendo difficile sfuggire dalle scogliere, ma Chulainn, essendo un eroe, aveva la possibilità di usare l'acqua marina come se fosse una scala e lo fece. La povera Mal non era abbastanza agile coi piedi e quindi cadde sulla scogliera e morì proprio a Hag's Head, dove si dice che il suo sangue abbia colorato tutto il mare. 